# Silícico
Silícico é um adjectivo usado para descrever os magmas, lavas ou rochas ígneas muito ricos em sílica, considerando-se em geral uma percentagem ponderal de 63% de sílica o limiar mínimo para que um material geológico mereça esta qualificação. O granito e o riolito são as rochas silícicas mais comuns.

## Descrição
Os magmas silícicos, e as correspondentes lavas e rochas deles derivados, constituem um grupo de materiais geológicos nos quais cristaliza uma proporção relativamente pequena de silicatos ferromagnesianos, como as anfíbola, piroxena e biotite, os quais não podem, em conjunto com os restantes minerais e materiais vítreos, a terça parte da massa do material. O principal constituinte das rochas silícicas são os minerais ricos em silício, como os feldspatos siliciosos e mesmo a sílica em estado puro sob a forma de quartzo.
Os magmas silícicos, com mais de 63 % em peso de sílica, são em geral viscosos e ricos em gás, pelo que tendem a originar erupções explosivas. As rochas produzidas mais comuns são os riolitos e as dacites.